# Cornershop

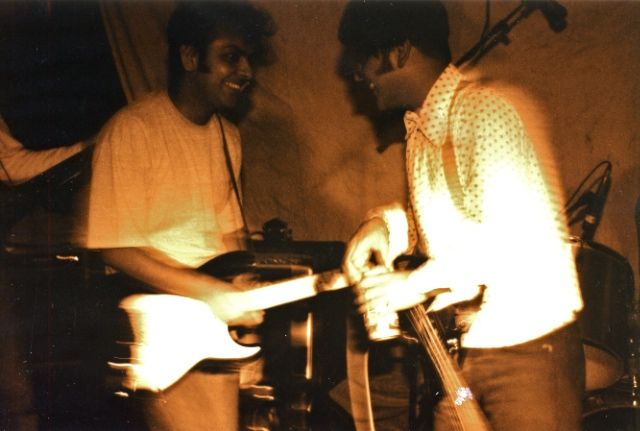
Cornershop (circa 1993)

Cornershop ist eine 1992 gegründete britische Rockband. Ihre Musik ist eine Mischung aus Britpop, Dancefloor und indischer Musik. Sie besteht aus Tjinder Singh (Gesang, Dholak), Ben Ayres (Gitarre, Keyboard, Tambura), Anthony Saffery (Sitar, Keyboard), Nick Simms (Schlagzeug) und Peter Bengry (Percussion). Bekanntheit erlangte sie besonders durch Norman Cooks Remix ihres Songs Brimful of Asha (eine Hommage an die lebende Bollywood-Musik-Legende, die indische Sängerin Asha Bhosle), der in der Originalversion auf ihrem Album When I Was Born for the 7th Time zu finden ist und in Deutschland auch als Titelmelodie der Comedyserie Die Dreisten Drei bei Sat.1 bekannt wurde.

## Geschichte
Der Name der Band bezieht sich auf die von indischen Einwanderern in England an Straßenecken betriebenen Läden – den sogenannten Cornershops. Singh und Ayres trafen sich 1989 während des Studiums in Preston. Aus dem anfänglichen Experimentieren mit Musikinstrumenten und zweckentfremdeten Haushaltsgeräten wurde die Idee zu einer Band geboren.
Größere Bekanntheit erlangte sie, nachdem Fatboy Slim erfolgreich Brimful of Asha als Remix veröffentlichte. Der Song ist eine Hommage an die legendäre indische Sängerin Asha Bhosle, die auch als Musikerin für Bollywoodfilme bekannt ist. Er ist auf dem 1997er Album When I Was Born for the 7th Time, das über eine halbe Million Mal verkauft wurde, zu finden.
1999 veröffentlichte die Band das Album Disco and the Halfway to Discontent. Dieses war eher von Disco-Musik inspiriert und ein Teil ihres Nebenprojekts „Clinton“. Neue Wege ging Cornershop 2011 mit ihrer Veröffentlichung Cornershop and the Double-O Groove Of und der in Neu-Delhi geborenen und in Lancashire aufgewachsenen Sängerin Bubbley Kaur. Während die Songtitel englisch geschrieben werden, sind die Texte ausschließlich in Panjabi gehalten. Der Titel Topknot auf dem Album war dabei bereits 2004 erfolgreich als Single veröffentlicht worden.
Laut der offiziellen Website arbeitet die Band seit 2003 an einem Film über die Independent-Szene Londons.
2020 brachten Cornershop mit England Is A Garden ihr erstes Album mit neuem Material seit acht Jahren heraus. Die Vorabsingle St Marie Under Canon ordnete der Online-Radiosender ByteFM als „Glam-Soul“ ein.

## Diskografie

### Alben
| Jahr | Titel                            | Höchstplatzierung, Gesamtwochen, AuszeichnungChartplatzierungen (Jahr, Titel, Platzierungen, Wochen, Auszeichnungen, Anmerkungen) | Höchstplatzierung, Gesamtwochen, AuszeichnungChartplatzierungen (Jahr, Titel, Platzierungen, Wochen, Auszeichnungen, Anmerkungen) | Höchstplatzierung, Gesamtwochen, AuszeichnungChartplatzierungen (Jahr, Titel, Platzierungen, Wochen, Auszeichnungen, Anmerkungen) | Höchstplatzierung, Gesamtwochen, AuszeichnungChartplatzierungen (Jahr, Titel, Platzierungen, Wochen, Auszeichnungen, Anmerkungen) | Anmerkungen |
| Jahr | Titel                            | DE | AT | UK | US | Anmerkungen |
| ---- | -------------------------------- | --- | --- | --- | --- | ----------- |
| 1997 | When I Was Born for the 7th Time | — | — | UK17 Gold · (23 Wo.)UK | US144 (5 Wo.)US |             |
| 2002 | Handcream for a Generation       | DE91 (1 Wo.)DE | AT53 (4 Wo.)AT | UK30 (4 Wo.)UK | — |             |

Weitere Alben
- 1994: Hold On It Hurts
- 1995: Woman’s Gotta Have It
- 1999: Disco and the Halfway to Discontent
- 2009: Judy Sucks Lemon for Breakfast
- 2011: And the Double-O Groove Of (feat. Bubbley Kaur)
- 2012: Urban Turban: The Singhles Club
- 2013: Snap Yr Cookies (9 mp3-Files)
- 2015: Hold On It’s Easy
- 2020: England Is a Garden

### Kompilationen
- 1993: Elvis Sex-Change
- 2013: The Hot for May Sound

### Singles & EPs
| Jahr | Titel Album                                                             | Höchstplatzierung, Gesamtwochen, AuszeichnungChartplatzierungen (Jahr, Titel, Album, Platzierungen, Wochen, Auszeichnungen, Anmerkungen) | Höchstplatzierung, Gesamtwochen, AuszeichnungChartplatzierungen (Jahr, Titel, Album, Platzierungen, Wochen, Auszeichnungen, Anmerkungen) | Anmerkungen                                                            |
| Jahr | Titel Album                                                             | DE | UK | Anmerkungen                                                            |
| ---- | ----------------------------------------------------------------------- | --- | --- | ---------------------------------------------------------------------- |
| 1997 | Good Ships / Funky Days Are Back Again When I Was Born for the 7th Time | — | UK92 (1 Wo.)UK | Erstveröffentlichung: 9. Juni 1997                                     |
| 1997 | Brimful of Asha (Norman Cook Remix) When I Was Born for the 7th Time    | DE84 (9 Wo.)DE | UK1 ×2Doppelplatin · (15 Wo.)UK | Erstveröffentlichung: 18. August 1997                                  |
| 1998 | Sleep on the Left Side When I Was Born for the 7th Time                 | — | UK23 (3 Wo.)UK | Erstveröffentlichung: 4. Mai 1998                                      |
| 2002 | Lessons Learned from Rocky I to Rocky III Handcream for a Generation    | — | UK37 (2 Wo.)UK | Erstveröffentlichung: 4. März 2002                                     |
| 2002 | Staging Handcream for a Generation                                      | — | UK80 (1 Wo.)UK | Erstveröffentlichung: 19. August 2002                                  |
| 2004 | Topknot And the Double-O Groove Of                                      | — | UK53 (2 Wo.)UK | Erstveröffentlichung: 26. August 2004 Cornershop presents Bubbley Kaur |

Weitere Singles
| - 1993: In the Days of Ford Cortina - 1993: Naii Zindagi Naya Jeevan - 1993: Lock Stock & Double-Barrel - 1994: Reader’s Wives - 1994: Seetar Man - 1994: Born Disco; Died Heavy Metal - 1995: 6 A.M. Jullander Shere - 1995: My Dancing Days Are Done - 1995: The Trans-Atlantic Super-Sonic Suss-Machine Jr. EP (mit The Dealers) - 1995: Wog - 1996: Butter the Soul | - 1997: We’re in Yr Corner - 1997: Candyman - 2001: Motion the 11 - 2005: Wop the Groove - 2009: The Roll Off Characteristics (Of History in the Making) - 2010: The Battle of New Orleans (EP) - 2011: Don’t Shake It (feat. Bubbley Kaur) - 2011: Milkin’ It - 2012: Every Year so Different - 2012: Solid Gold - 2014: What Did the Hippie Have in His Bag? |